# 惠特蘭 (北達科他州)
惠特蘭（英語：Wheatland）是位於美國北達科他州卡斯縣的普查規定居民點。

## 人口
根據2020年美國人口普查的數據，惠特蘭的面積為10.39平方千米，皆為陸地。當地共有人口92人，而人口密度為每平方千米8.85人。